# Gustave Nadaud
Pour les articles homonymes, voir Nadaud.
Gustave Nadaud, né le 20 février 1820 à Roubaix et mort le 28 avril 1893 dans le 16e arrondissement de Paris, est un goguettier, poète et chansonnier français.

## Biographie
Sa famille est originaire de Limoges. Après avoir passé son enfance à Roubaix, Gustave Nadaud part en 1834 poursuivre ses études à Paris. Il revient ensuite à Roubaix, où il est comptable dans l'entreprise familiale. En 1840, il suit à Paris ses parents qui fondent, place des Victoires, une maison de commerce pour les articles de Roubaix. Peu porté sur le commerce, il commence à composer des chansons vers l'âge de vingt-huit ans. Fort de son succès auprès de ses amis, il publie un premier recueil de chansons en 1849 et place ses textes dans les journaux, notamment L'Illustration et Le Figaro. Son répertoire est composé de morceaux populaires, drôles, ironiques et engagés. Avec Le Roi boiteux, il brosse une satire politique du Second Empire. Son œuvre intitulée Pandore, ou les Deux Gendarmes est interdite par le régime. Gustave Nadaud se nourrit également du contexte social. Le Soldat de Marsala lui est inspiré par l'expédition des Mille lancée par Garibaldi en Sicile, mais la chanson n'est autorisée que sous la Troisième République. Preuve de son talent, il est l'un des seuls chansonniers de l'époque à écrire lui-même ses textes et à les mettre en musique.
En 1872, il reçoit le prix Lambert et en 1882 le prix Vitet de l’Académie française.
Il est à Paris un membre assidu du Caveau et de la célèbre goguette de la Lice chansonnière. C'est dans cette goguette qu'à l'occasion d'un concours se déroulent en 1883 ses retrouvailles avec Eugène Pottier. Gustave Nadaud l'avait croisé en 1848 et Pottier lui avait alors fait une forte impression. Il admire beaucoup le talent poétique de l'auteur de l'Internationale tout en étant très loin de partager ses opinions politiques. Grâce à ces retrouvailles, l'œuvre de Pottier échappera à l'oubli. Une cinquantaine de ses chansons sont publiées pour la première fois en 1884 par Nadaud qui paye les frais d'édition.
Après la mort de Victor Hugo, il resta seul Président d'honneur du Caveau stéphanois, créé par Jean-François Gonon en 1883 (statuts adoptés le 27 septembre 1883), et participa chaque année, de 1885 à son décès, au banquet donné en son honneur.
Le 11 mai 1888 naît le quatrième Caveau lyonnais. Très lié au Caveau de Paris, il fait de Gustave Nadaud son Président d'Honneur. C'est à la suite de sa participation à un banquet à Lyon tenu à la Villa des Fleurs, le 8 avril 1888, que ce nouveau Caveau lyonnais est né.
Malgré le succès de ses quelque trois cents morceaux, il finit sa vie dans la pauvreté, ayant toujours refusé les cachets.
Gustave Nadaud meurt le 28 avril 1893, à son domicile du 63 rue de Passy, peu de jours avant de recevoir la distinction de la rose d'or décernée par les Rosati. Il est inhumé trois jours plus tard dans le cimetière de Montmartre.

## Interprétations modernes des chansons de Nadaud
Plusieurs chansons de Gustave Nadaud sont mises en musique et chantées par Georges Brassens :
- Carcassonne, sur la musique du Nombril des femmes d’agent (cette dernière chanson de Brassens étant visiblement inspirée de celle de Nadaud) ;
- Le Roi boiteux.

Julos Beaucarne met en musique en 1976 sur une mélodie originale la chanson à dire La Garonne (Si la Garonne avait voulu) publiée en 1876 voire avant puis en 1895 et interprétée en 1903 par Charlus où l'on apprend que 

« La Garonne n’a pas voulu, Lanturlu ! Humilier les autres fleuves. 
[...] 
La Garonne n’a pas voulu, Lanturlu ! Quitter le pays de Gascogne. »

Guy Béart rendit également hommage à Nadaud en 1995 à l'Olympia et sur son album Il est temps (Disques Temporel) en chantant Le mur de ma vie privée (légèrement adaptée de la chanson de Nadaud Le Mur).
Ana-Maria Bell interprète Vieille histoire et Le soldat de Marsala en 2009 dans son album Allons faire un tour à la banque.
Francesca Solleville a enregistré Le Soldat de Marsala en 1990 sur son album Je suis ainsi, réédité en 1995. Ce même enregistrement figure sur l'anthologie Avanti popolo de 2016 et le double CD Mes amour de 2019. Elle fut reprise par Serge Utgé-Royo

## Œuvres
- Gustave Nadaud, Mes notes d'infirmier, H. Plon, 1871, 186 p. (lire en ligne)
- Gustave Nadaud, « Chansons de salon », -,‎ 1867, p. 669 (lire en ligne)
- Collection complète des chansons de Gustave Nadaud, Heugel et Cie Éditeurs, 1862, 7 volumes[16], collection musée de la Vie romantique, Paris.
- Chansons à dire, 1887, 2e édition, éd. Tresse et Stock, 380 pages.
- Gustave Nadaud, Chansons Populaires, Éditions Jouaust, Paris, 1879, 284 Pages, 50 tirages à petit nombre numéroté sur papier de chine et papier Whatman avec gravures.

## Postérité
- Les librettistes de l'opéra-bouffe Geneviève de Brabant de Jacques Offenbach font référence à la chanson Pandore ou les Deux Gendarmes avec les Couplets des Hommes d'Armes créés pour la version de 1867.
- « Mademoiselle, allègre, trottinait de l'office à la lingerie, et de la cuisine au séchoir, fredonnant des cantiques démodés qui ressemblaient à des couplets de Nadaud. » Roger Martin du Gard dans La belle saison, 3e volume des Thibault.

## Hommages

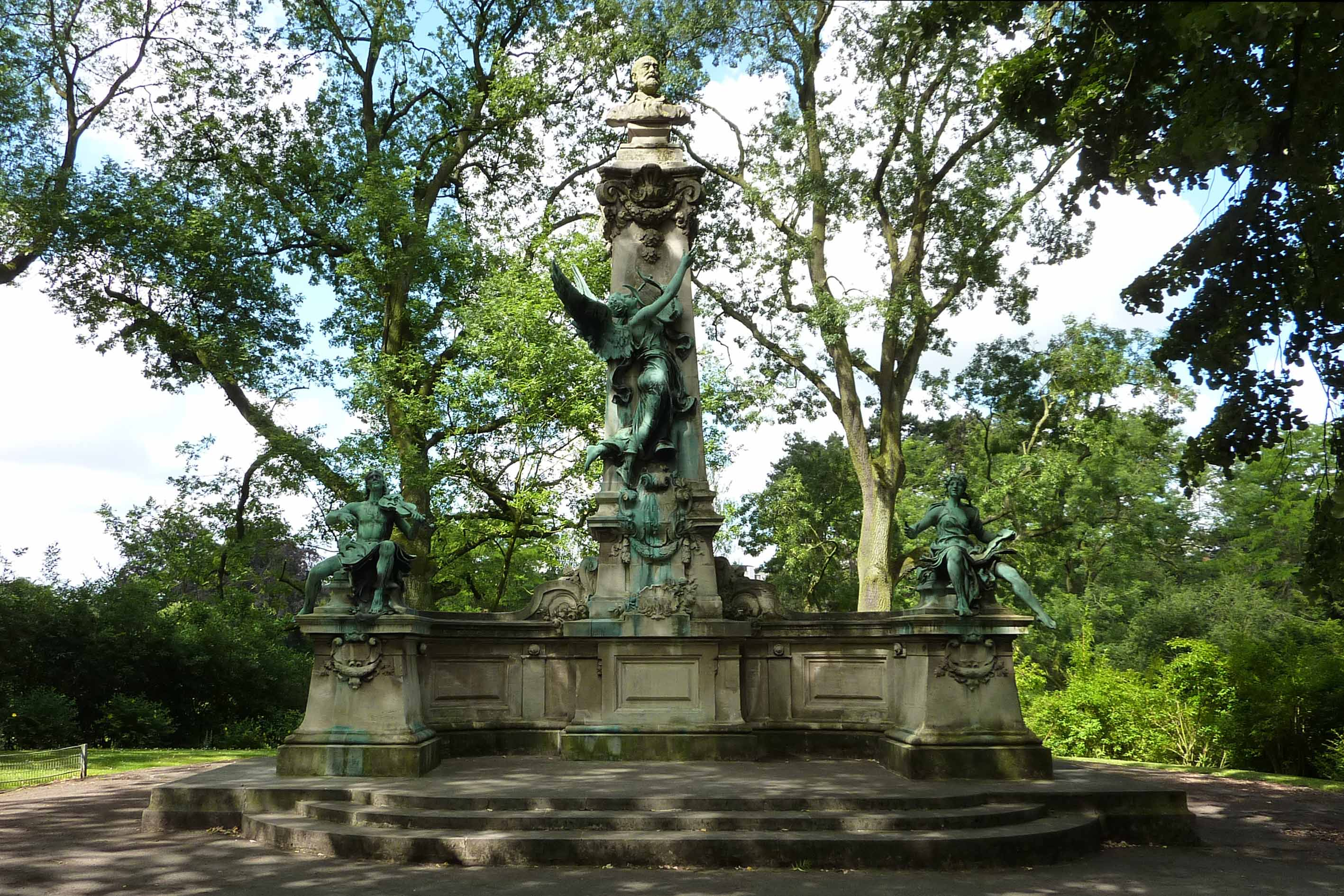
Monument à Gustave Nadaud à Roubaix.

- Un monument à Gustave Nadaud s'élève à Roubaix, sa ville natale. Il renferme depuis 1963 les cendres de Gustave Nadaud, transférées du cimetière de Montmartre où il avait été enterré en 1893[10],[17].
- Une rue de Malo-les-Bains porte son nom depuis le 3 mai 1893[18].
- Un collège porte son nom à Wattrelos (Nord), ainsi qu'une école maternelle à Croix (Nord).
- Une avenue porte son nom à Saint-Étienne.
- Une rue porte son nom à Limoges.
- Une rue porte son nom dans le 12e arrondissement de Marseille (quartier Saint-Barnabé).
- Une rue porte son nom à Carcassonne[19].
- Une avenue porte son nom à Nice.
- Une rue porte son nom dans le 7e arrondissement de Lyon.
- une rue a porté son nom à Casablanca dans le quartier Bourgogne sous le Protectorat français.
- Une rue du 16e arrondissement de Paris porte son nom depuis 1894-1896.